# Забытый (остров)
Забы́тый (также Найдёныш) — остров архипелага Северная Земля. Административно относится к Таймырскому Долгано-Ненецкому району Красноярского края.
Расположен в море Лаптевых в центральной части архипелага в 400 метрах к северу от мыса Баранова — северо-западного окончания острова Большевик, чуть западнее входа в залив Микояна.
Имеет форму развёрнутого на юг полумесяца с утолщённой западной частью. Длина острова составляет около 450 метров. Существенных возвышенностей нет. Берега ровные, пологие.

## Топографические карты
- Лист карты T-47-IV,V,VI о. Найдёныш. Масштаб: 1 : 200 000. Состояние местности на 1984 год. Издание 1992 г.